# Bahamas nos Jogos Pan-Americanos de 1967
As Bahamas competiu nos Jogos Pan-Americanos de 1967 em Winnipeg, Canadá, de 23 de julho a 6 de agosto de 1967. Não conquistou  medalhas nesta edição.